# Cheșa
Cheșa – wieś w Rumunii, w okręgu Bihor, w gminie Cociuba Mare. W 2011 roku liczyła 569 mieszkańców.